# José Santiago Villarreal
José Santiago de Villarreal (Nuestra Señora de Guadalupe del Valle de las Salinas, Reino de Nuevo León; 1977 - 1823), fue un militar y funcionario novohispano distinguido como gobernador del Reino de Nuevo León en 1811, así como alcalde mayor del Valle de las Salinas, conocido en la historiografía como «el Virrey Chiquito» por la gran influencia y poder que acumuló en el norte de la Nueva España.

## Biografía
Nació en el Valle de las Salinas. Alcalde mayor del mismo valle desde 1784. Por su actitud como autoridad fue conocido como el «Virrey Chiquito». Al entrar Mariano Jiménez a Monterrey con las fuerzas insurgentes en enero de 1811 lo designó gobernador del Nuevo Reino de León. Después de la captura de los principales caudillos insurgentes en Acatita de Baján por el plan realizado por el realista Ignacio Elizondo, también originario de su natal Salinas, con quien estaba en desacuerdo por haber cambiado al bando realista, renunció oficialmente al cargo el 1 de abril, fecha en que fue instalada la Junta Gobernadora. Acordó esta darle las gracias y recomendar su mérito al virrey.
El 10 de julio de 1813 los insurgentes saquearon su casa en Salinas, quien sólo se liberó de que le llevasen amarrado al dar mil pesos al insurgente Policarpo Verástegui. Cuando las fuerzas de éstos entraron en San Francisco de Cañas (Mina), pidió auxilio a Monterrey, pero el comandante Sada no se lo envió.
Terminó sus días distanciado de ambos bandos y retirado a sus posesiones de las Salinas.